# Trichopterna loricata
Trichopterna loricata là một loài nhện trong họ Linyphiidae.
Loài này thuộc chi Trichopterna. Trichopterna loricata được J. Denis miêu tả năm 1962.